# Vila Cova à Coelheira (Seia)
Vila Cova à Coelheira es una freguesia portuguesa del concelho de Seia, con 10,00 km² de superficie y 574 habitantes (2001). Su densidad de población es de 57,4 hab/km².